# أديلين دتون ترين ويتني
أديلين دتون ترين ويتني (بالإنجليزية: Adeline Dutton Train Whitney) (15 سبتمبر 1824، بوسطن في الولايات المتحدة - 20 مارس 1906، ميلتون في الولايات المتحدة)؛ كاتِبة مُتخصِّصة في أدب الأطفال وشاعرة أمريكية.

## روابط خارجية
- أديلين دتون ترين ويتني على موقع الموسوعة البريطانية (الإنجليزية)